# 43 Dywizjon Rakietowy Obrony Powietrznej
43 dywizjon rakietowy Obrony Powietrznej (43. dr OP) – samodzielny pododdział Wojska Polskiego.
Dywizjon  sformowany został w 1970 w Ustroniu Morskim, podlegał dowódcy 26 Brygady Rakietowej Obrony Powietrznej, rozformowany w 1995.

## Historia
Formowanie dywizjonu rozpoczyna się 25 kwietnia 1970 w Ustroniu Morskim, w miejscu stałej dyslokacji 42. dr OP. Zasadniczym uzbrojeniem jednostki był zestaw przeciwlotniczy typu S-75M Wołchow.
29 października 1970 dywizjon opuszcza Ustronie Morskie i przemieszcza się do swojego docelowego miejsca służby w m. Dąbki.
1 stycznia 1971 dywizjon wchodzi w system dyżurów bojowych.
W kwietniu 1971, na poligonie w Aszułuku, w ZSRR odbywa się pierwsze strzelanie bojowe, a kolejne w latach 1975, 1979 i 1986.

26 września 1995 dywizjon został rozformowany.

## Dowódcy dywizjonu
- kpt. inż. Ryszard Pawulski 1970-?
- kpt. Józef Tracz
- ppłk Ireneusz Mioduszewski
- ppłk Marian Baumann – 1985–1987